# Tadeusz Dobosz
Tadeusz Dobosz (ur. w 1937 w Krakowie) – polski artysta rzeźbiarz, specjalizujący się w rzeźbie pomnikowej, małych formach rzeźbiarskich i medalierstwie.

## Życiorys
W latach 1957–1963 studiował na Wydziale Rzeźby w Akademii Sztuk Pięknych W Krakowie, gdzie w 1963 otrzymał dyplom w pracowni prof. Jerzego Bandury. Jest autorem i współautorem wielu – nie tylko zielonogórskich – projektów plenerowych i pomników, m.in. pomnika Władysława Jagiełły w Skwierzynie i Don Kichota na poznańskiej Cytadeli. Wielokrotny uczestnik sympozjum Złotego Grona. Brał udział także w innych wydarzeniach artystycznych, m.in. w Plenerze Rzeźbiarskim w Orońsku (1968), Spotkaniach Rzeźbiarskich w Poznaniu (1969, 1970) oraz Sympozjum Plastyki „Wrocław '70”. Pomysłodawca, organizator i uczestnik ogólnopolskich Spotkań Rzeźbiarskich w Zielonej Górze. Pracował przy konserwacji zabytków w Lublinie i Białymstoku. Jego prace znajdują się w wielu kolekcjach, m.in. Ministerstwa Kultury, Muzeum Ziemi Lubuskiej w Zielonej Górze i zbiorach prywatnych. Członek ZPAP od 1963 roku.
Wielokrotnie odznaczany i nagradzany, m.in.: Lubuska Nagroda Kulturalna, Zasłużony Działacz Kultury.

## Wybrane dzieła

### małe formy
- „Głowa dziewczyny” – drewno – 1962 - własność Muzeum Ziemi Lubuskiej w Zielonej Górze
- „Autoportret” – gips – 1977 - własność Muzeum Ziemi Lubuskiej w Zielonej Górze
- „Krucyfiks” – kamień, drewno, metal – 1989
- „Kamienne serce” – kamień – 2009
- „Najeźdźca” – drewno, metal, kamień – 2009
- „Kamień na kamieniu” – kamień – 2009
- „Leśny król” – drewno, metal – 2009

### pomniki
- Władysława Jagiełły w Skwierzynie – 1970
- Don Kichota w Poznaniu – 1970
- „Baby” na Osiedlu Piastowskim w Zielonej Górze – 1976
- Obelisk w postaci płonącej świecy na terenie Stalagu VIII A w Görlitz – 1976[3]
- Janusza Korczaka na placu Korczakowców w Zielonej Górze – 1979
- „Rodzina” na Osiedlu Łużyckim w Zielonej Górze – 1981